# Faustball-Weltmeisterschaft 1982
| 5. Weltmeisterschaft 1982          | 5. Weltmeisterschaft 1982 |
| Männer                             | Männer                    |
| ---------------------------------- | ------------------------- |
| Anzahl Nationen                    | 8                         |
| Weltmeister                        | Deutschland               |
| Gastgeber                          | Deutschland               |
| Stadt                              | Hannover                  |
| Austragungsort                     | Niedersachsenstadion      |
| Eröffnung                          | 17. September 1982        |
| Endspiel                           | 19. September 1982        |
| Verband                            | IFV                       |
| Anzahl Spiele                      | 20                        |
| \| ← 4. WM 1979 \| 6. WM 1986 → \| |                           |
| ← 4. WM 1979                       | 6. WM 1986 →              |

Die 5. Faustball-Weltmeisterschaft der Männer fand vom 17. bis zum 19. September 1982 in Hannover (Bundesrepublik Deutschland) statt. Deutschland war damit nach 1972 zum zweiten Mal Ausrichter der Faustball-Weltmeisterschaft der Männer.

## Austragungsorte
| Hannover |

| Stelle |

| Göttingen |

Die 5. Faustball-Weltmeisterschaft wurde an drei Orten in Niedersachsen ausgetragen: 

Vorrunde:
- Stelle (4 Spiele)
- Göttingen (4 Spiele)
- Hannover (4 Spiele)

Finalrunde:
- Hannover (8 Spiele)

Die Spiele der Finalrunde wurden im Niedersachsenstadion in der niedersächsischen Landeshauptstadt Hannover ausgetragen.

## Modus
In den Vorrundengruppen spielt jeder gegen jeden. Im Halbfinale spielen die Gruppensieger der Vorrunde gegen den Gruppenzweiten der jeweils anderen Gruppe. Weiterhin spielen die Gruppendritten gegen den Gruppenvierten der jeweils anderen Gruppe um das Spiel um Platz fünf.

## Vorrunde
Die Vorrundenspiele fanden in Göttingen (G), Stelle (S) und Hannover (H) statt.

### Gruppe A
| 17.09.1982 | G | BR Deutschland | – | Chile       | 49:13 | (25:4)  |
| 17.09.1982 | G | Schweiz        | – | Argentinien | 33:25 | (14:14) |
| 17.09.1982 | G | Argentinien    | – | Chile       | 44:21 | (24:9)  |
| 17.09.1982 | G | BR Deutschland | – | Schweiz     | 28:23 | (13:12) |
| 18.09.1982 | H | Schweiz        | – | Chile       | 48:15 | (24:7)  |
| 18.09.1982 | H | BR Deutschland | – | Argentinien | 41:22 | (20:9)  |

### Gruppe B
| 17.09.1982 | S | Österreich | – | Italien       | 41:17 | (18:9)  |
| 17.09.1982 | S | Brasilien  | – | Südwestafrika | 41:21 | (23:9)  |
| 17.09.1982 | S | Italien    | – | Südwestafrika | 34:25 | (19:11) |
| 17.09.1982 | S | Brasilien  | – | Österreich    | 29:21 | (14:11) |
| 18.09.1982 | H | Brasilien  | – | Italien       | 51:18 | (25:9)  |
| 18.09.1982 | H | Österreich | – | Südwestafrika | 41:28 | (19:17) |

## Qualifikationsspiele für das Spiel um Platz 5
| 18.09.1982 | Argentinien | – | Südwestafrika | 33:17 | (19:9)  |
| 18.09.1982 | Italien     | – | Chile         | 44:26 | (20:12) |

## Halbfinale
| 18.09.1982 | BR Deutschland | – | Österreich | 29:22 | (14:12) |
| 18.09.1982 | Brasilien      | – | Schweiz    | 28:27 | (15:11) |

## Platzierungs- und Finalspiele
| Spiel um Platz 7 | Spiel um Platz 7 | Spiel um Platz 7 | Spiel um Platz 7 | Spiel um Platz 7 | Spiel um Platz 7 | Spiel um Platz 7 | Spiel um Platz 7 |
| ---------------- | ---------------- | ---------------- | ---------------- | ---------------- | ---------------- | ---------------- | ---------------- |
| 19.09.1982       | Südwestafrika    | –                | Chile            | 37:25            | (16:14)          |                  |                  |
| Spiel um Platz 5 |                  |                  |                  |                  |                  |                  |                  |
| 19.09.1982       | Argentinien      | –                | Italien          | 33:20            | (20:6)           |                  |                  |
| Spiel um Platz 3 |                  |                  |                  |                  |                  |                  |                  |
| 19.09.1982       | Österreich       | –                | Schweiz          | 24:26            | (13:11)          |                  |                  |
| Finale           |                  |                  |                  |                  |                  |                  |                  |
| 19.09.1982       | BR Deutschland   | –                | Brasilien        | 35:28            | (15:13)          |                  |                  |

## Schiedsrichter
Die Spiele der WM wurden von vier Schiedsrichtern aus drei Nationen geleitet. Dies waren: 
- Johann Strasser  Österreich
- Peter Frey  Schweiz
- Lothar Baade  Deutschland
- Gerd Leidig  Deutschland

## Platzierungen
| Rang | Land                       |
| ---- | -------------------------- |
| 1.   | Bundesrepublik Deutschland |
| 2.   | Brasilien                  |
| 3.   | Schweiz                    |
| 4.   | Österreich                 |
| 5.   | Argentinien                |
| 6.   | Italien                    |
| 7.   | Südwestafrika              |
| 8.   | Chile                      |

## Quelle
1. ↑  Spielplan und Ergebnisse aus "Faustball-Informationen" - Manfred Lux, Lüneburg